# شهرستان انجلینا (تگزاس)
انجلینا (به انگلیسی: Angelina) شهرستانی در ایالت تگزاس است. در سرشماری سال ۲۰۰۵، جمعیت این شهرستان ۸۱٬۵۵۷ نفر اعلام شد. مرکز انجلینا شهر لوفکین است. شهرستان انجلینا در سال ۱۸۴۶ میلادی تأسیس شد.

## جغرافیا
طبق اداره آمار آمریکا، شهرستان انجلینا مساحتی در حدود ۲٬۲۳۹ کیلومتر مربع دارد.

### شهرها
- لوفکین
- برک
- دیبول
- هانتینگتون
- زوالا